# Epopterus ocellatus
Epopterus ocellatus is een keversoort uit de familie zwamkevers (Endomychidae). De wetenschappelijke naam van de soort werd in 1791 gepubliceerd door Guillaume-Antoine Olivier.